# World Hockey Association
De World Hockey Association of de WHA was een ijshockeycompetitie dat bestond uit teams uit Canada en het noorden van de Verenigde Staten. De WHA was het meest succesvol in het rivaliseren van de heersende National Hockey League. De competitie was slechts actief van 1972 tot 1979.
De WHA was niet de eerste competitie die het opnam tegen de NHL, maar dankzij de mogelijkheid van de teams om spelers buiten Noord-Amerika te scouten zorgde ervoor dat het wel de meest succesvolle ijshockeycompetitie buiten de NHL is geweest. Dankzij de WHA breidde de NHL zijn competitie uit, omdat anders de WHA de steden zou gebruiken als thuisplaats voor een ijshockeyteam dat speelde in de WHA. Uiteindelijk 'won' de NHL: de WHA ging in 1979 over de kop en vier teams gingen verder in de National Hockey League: Edmonton Oilers, Winnipeg Jets, Hartford Whalers en de Québec Nordiques.